# Sint-Janskerk (Poperinge)

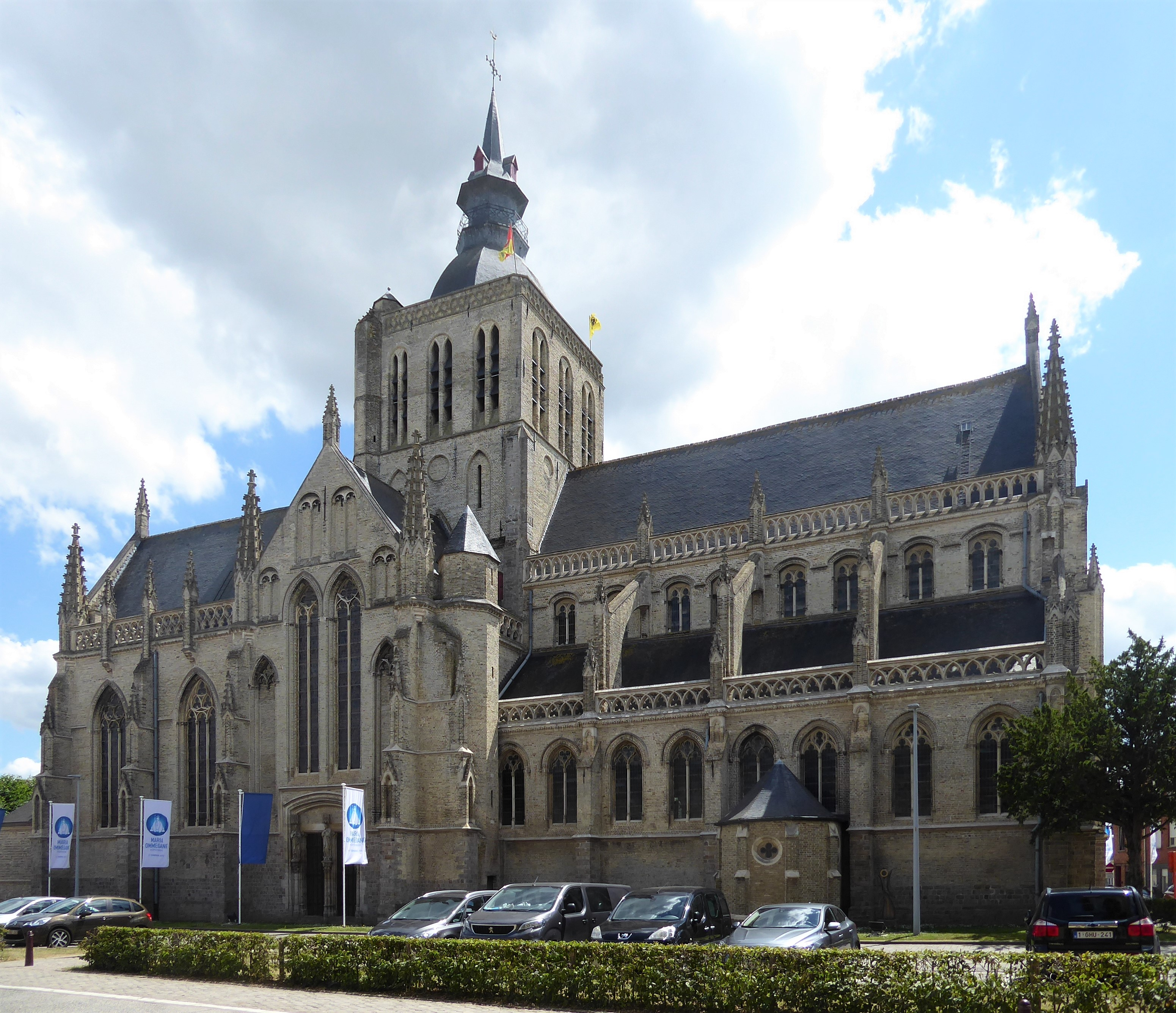
Sint-Janskerk

De Sint-Janskerk is een parochiekerk in de West-Vlaamse stad Poperinge, gelegen aan de Sint-Janskruisstraat.

## Geschiedenis
In 1290 gaven de abt van de Abdij van Sint-Bertinus te Sint-Omaars en de bisschop van Terwaan, naar aanleiding van de economische bloei van Poperinge, toestemming voor de bouw van twee nieuwe kerken: de Onze-Lieve-Vrouwekerk en de Sint-Janskerk.
Vieringtoren, koor en schip werden gebouwd eind 13e en gedurende de 14e eeuw. Aanvankelijk was sprake van een driebeukige basilicale kerk. Midden 14e eeuw werden twee transeptarmen gebouwd en begin 15e eeuw werd het koor vergroot. In 1479 zou een Mariawonder hebben plaatsgevonden (Onze-Lieve-Vrouw van Sint-Jan), waardoor veel bedevaartgangers toestroomden. Hieraan ligt de jaarlijkse Maria-ommegang ten grondslag. Omstreeks 1500 werd de kerk vergroot en werden zijkoren aangebouwd. De koren werden overwelfd met houten tongewelven.
De Beeldenstorm, in de 2e helft van de 16e eeuw, richtte aan het gebouw niet veel schade aan. In het eerste kwart van de 17e eeuw werd de spits van de vieringtoren vervangen door een achtzijdige koepel met daarop een lantaarn.
In de jaren 30 van de 19e eeuw werd een neogotische doopkapel aangebouwd. In de loop van de 19e eeuw werden diverse restauratiewerkzaamheden uitgevoerd en wijzigingen aangebracht, onder meer in het interieur. In 1877 werd een nieuwe sacristie aangebouwd. Enige oorlogsschade werd in 1921-1924 hersteld, waarbij het neoclassicistisch pleisterwerk van 1830 in het interieur werd verwijderd en - mogelijk laatgotische - muurschilderingen werden ontdekt.

## Gebouw
Het betreft een driebeukig basilicaal kerkgebouw, voornamelijk in gele baksteen uitgevoerd, uit de 1e helft van de 14e eeuw, met een vieringtoren van omstreeks 1300 en een transept van omstreeks 1350. Het hoofdkoor met vijfzijdige sluiting is van begin 15e eeuw, de zijkoren met vlakke sluiting zijn van omstreeks 1500.
De inventaris omvat een schilderij, voorstellende het Oordeel van Salomo, van 1630. Uit de 17e eeuw zijn verder de schilderijen: Doopsel van Jezus, Onthoofding van Johannes de Doper en Vermenigvuldiging der broden en vissen. Uit 1733 is een Tenhemelopneming van Maria.
Uit midden 18e eeuw stamt een grafmonument, dat een Sint-Barbara in beschilderd hout omvat. Mogelijk 18e-eeuws zijn enkele heiligenbeelden aan de vieringpilaren en een Onze-Lieve-Vrouw van Smarten.
Het kerkmeubilair is voornamelijk 17e- en 18e-eeuws, terwijl het hoofdaltaar -in neogotische stijl- van omstreeks 1900 is. In het noordelijk zijkoor bevindt zich een portiekaltaar van 1670. Hierin is het -mogelijk 15e-eeuws- mirakelbeeld geplaatst. Het zuidelijk portiekaltaar, gewijd aan Sint-Laurentius, is van 1768. In het noordertransept is een altaar van 1670, gewijd aan de Heilige Familie. In het zuidertransept is een altaar, gewijd aan Sint-Sebastiaan, eveneens van 1670.
Het koorgestoelte, van 1776, is in rococostijl. De lambrisering, van het derde kwart der 18e eeuw, is in classicistische stijl. De communiebank is 18e-eeuws. De preekstoel en vier biechtstoelen zijn van 1780 en in rococostijl. Het doksaal en de orgelkast zijn van 1765 en het orgel is van hetzelfde jaar en gebouwd door J.J. vander Haegen. Dit orgel werd in de Franse tijd vernield en daarna hersteld, maar in 1921 werd in de oude orgelkast een nieuw orgel ingebouwd, vervaardigd door Jules Anneessens.